# Betly
A Betly, avagy A svájci kunyhó (olaszul: Betly, o La capanna svizzera) Gaetano Donizetti egyfelvonásos operája (opera buffa). A szövegkönyvet a zeneszerző írta Eugène Scribe és Anne-Honoré-Joseph Mélesville Le chalet című librettója alapján, amely Adolphe Adam operája számára készült. A művet 1836. augusztus 21-én mutatták be először a nápolyi Teatro Nuovóban. Magyarországon még nem játszották.

## Szereplők
| Szereplő              | Hangfekvés | Az ősbemutató szereposztása |
| --------------------- | ---------- | --------------------------- |
| Betly, Max húga       | szoprán    | Adelaide Tosi               |
| Daniele,              | tenor      | Lorenzo Salvi               |
| Max, svájci tizedes   | bariton    | Giuseppe Fioravanti         |
| Parasztok és katonák. |            |                             |

## Cselekménye
Daniele levelet kap szerelmétől, a szeszélyes Betlytől, aki tudatja vele, hogy nem hiába udvarolt olyan kitartóan, hajlandó feleségül menni hozzá. A fiú most önfeledt örömmel készül az esküvőre. Hamarosan megérkezik a lány és amint megtudja, hogy a fiú mire készül, azonnal tiltakozni kezd és az általa küldött levelet is legtagadja. Sértődve távozik, magára hagyva a bánatos fiút, aki hamarosan katonának áll Max csapatába. Tudatja Betlyvel szándékát. A lány meghatódik és úgy dönt, hogy mégis hozzámegy Danieléhez. Házasságkötésüknek egyetlen akadálya van, mégpedig a lány gyámjának beleegyezése. Hamarosan azonban kiderül, hogy a nyomaveszett gyám nem más, mint Max, a katonatiszt, aki természetesen jóváhagyja egybekelésüket.